# ليفوبونولول
ليفوبونولول وهو محصر مستقبل بيتا غير انتقائي. يستعمل موضعيا لعلاج الماء الأزرق.

## الأسماء التجارية
- AK-Beta
- Betegan
- Liquifilm